# Pannariaceae
Famille
Les Pannariaceae sont une famille de champignons ascomycètes. Il s'agit de lichens presque toujours associés à des cyanobactéries, rarement à des algues vertes. Le thalle est typiquement foliacé, plus occasionnellement gélatineux, encroûtant ou squamuleux. La famille, représentée dans toutes les parties du monde, comporte actuellement plus de 300 espèces regroupées en 18 genres,.

## Liste des genres
Selon Outline of Ascomycota — 2009 :
- Austrella
- Degelia
- Degeliella
- Erioderma
- Fuscoderma
- Fuscopannaria
- Kroswia
- Leioderma
- Lepidocollema
- Moelleropsis
- Pannaria
- Parmeliella
- Protopannaria
- Psoroma
- Psoromidium
- Santessoniella
- Siphulastrum
- Vahliella

Une étude parue en 2011, c'est-à-dire après la publication de l'actuel Outline of Ascomycota (2009), souligne le fait que, dans les travaux de phylogénie moléculaire, le genre Vahliella apparaît systématiquement à part de la famille des Pannariaceae. La création d'une nouvelle famille, les Vahliellaceae, est donc proposée.

## Galerie des genres

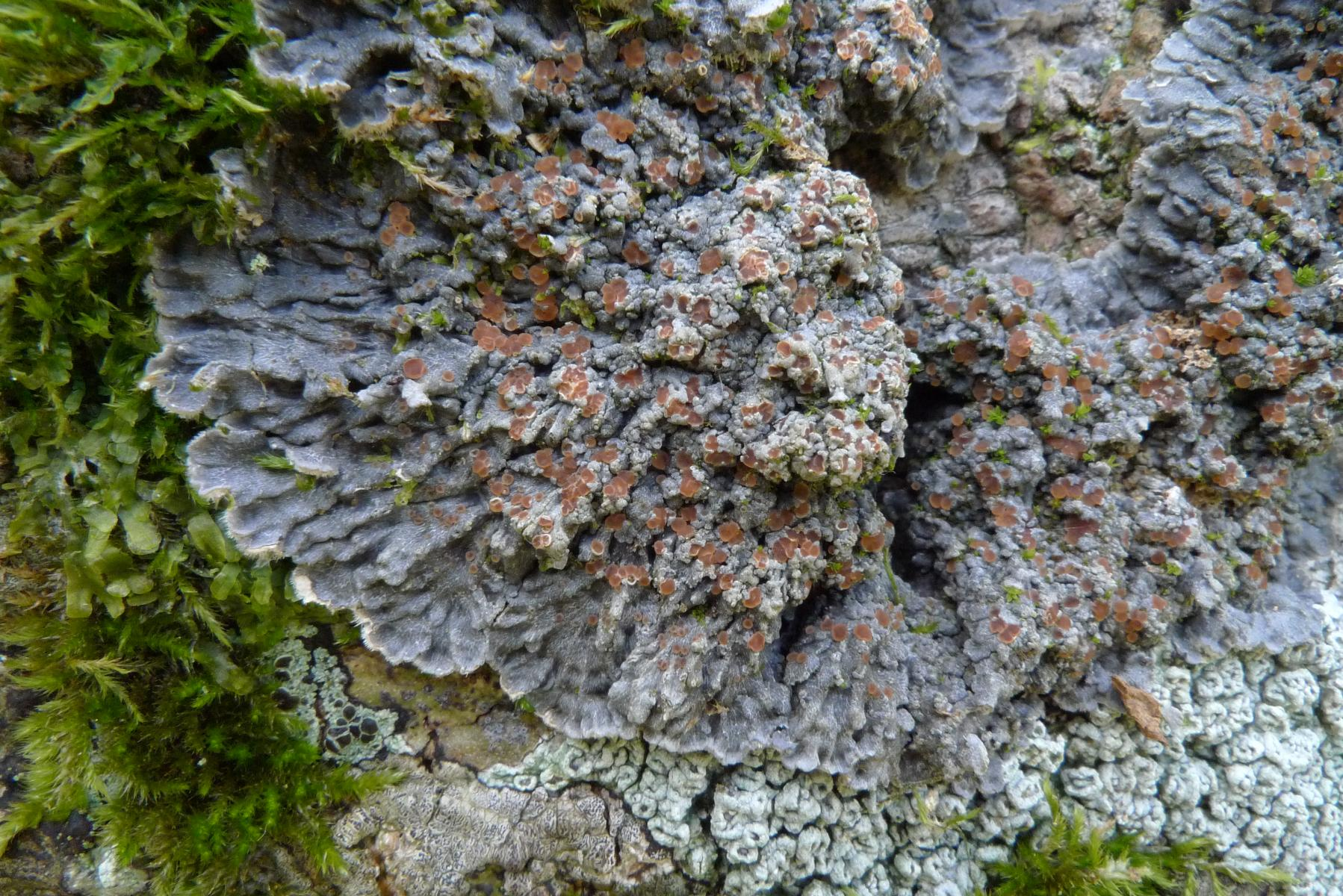
Degelia plumbea
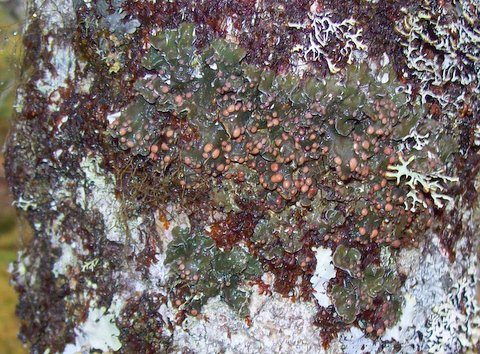
Erioderma pedicellatum
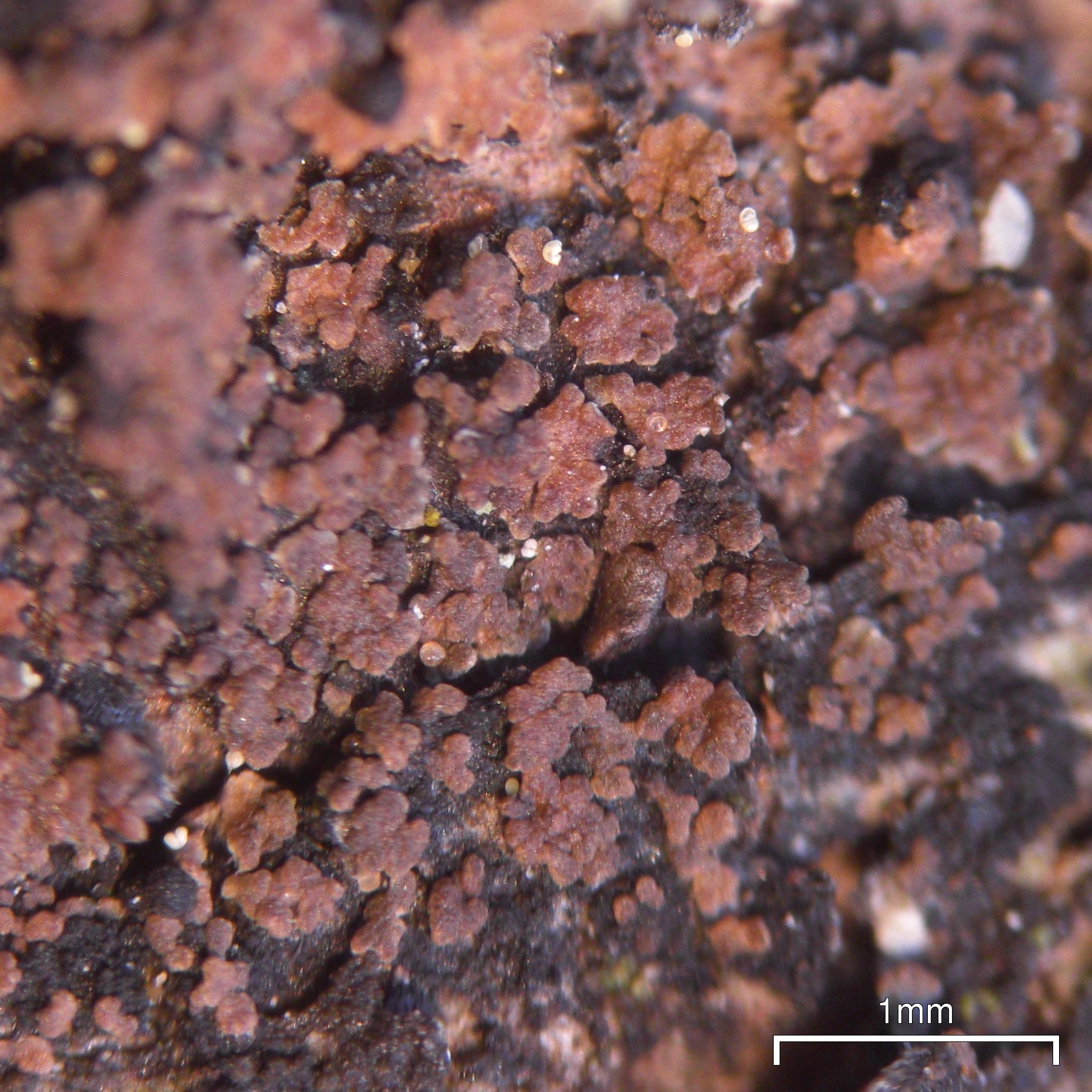
Fuscopannaria sp.
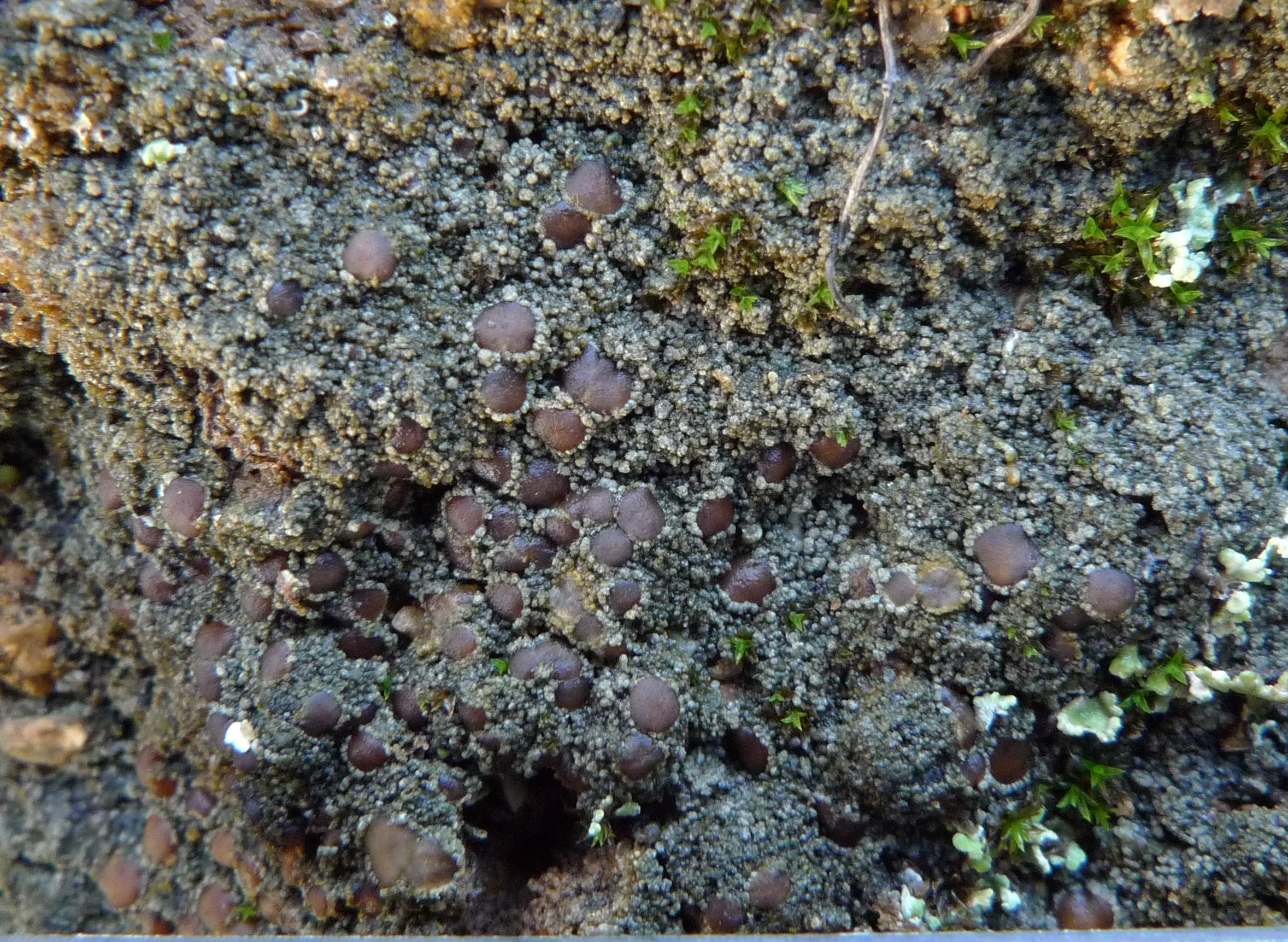
Moelleropsis nebulosa
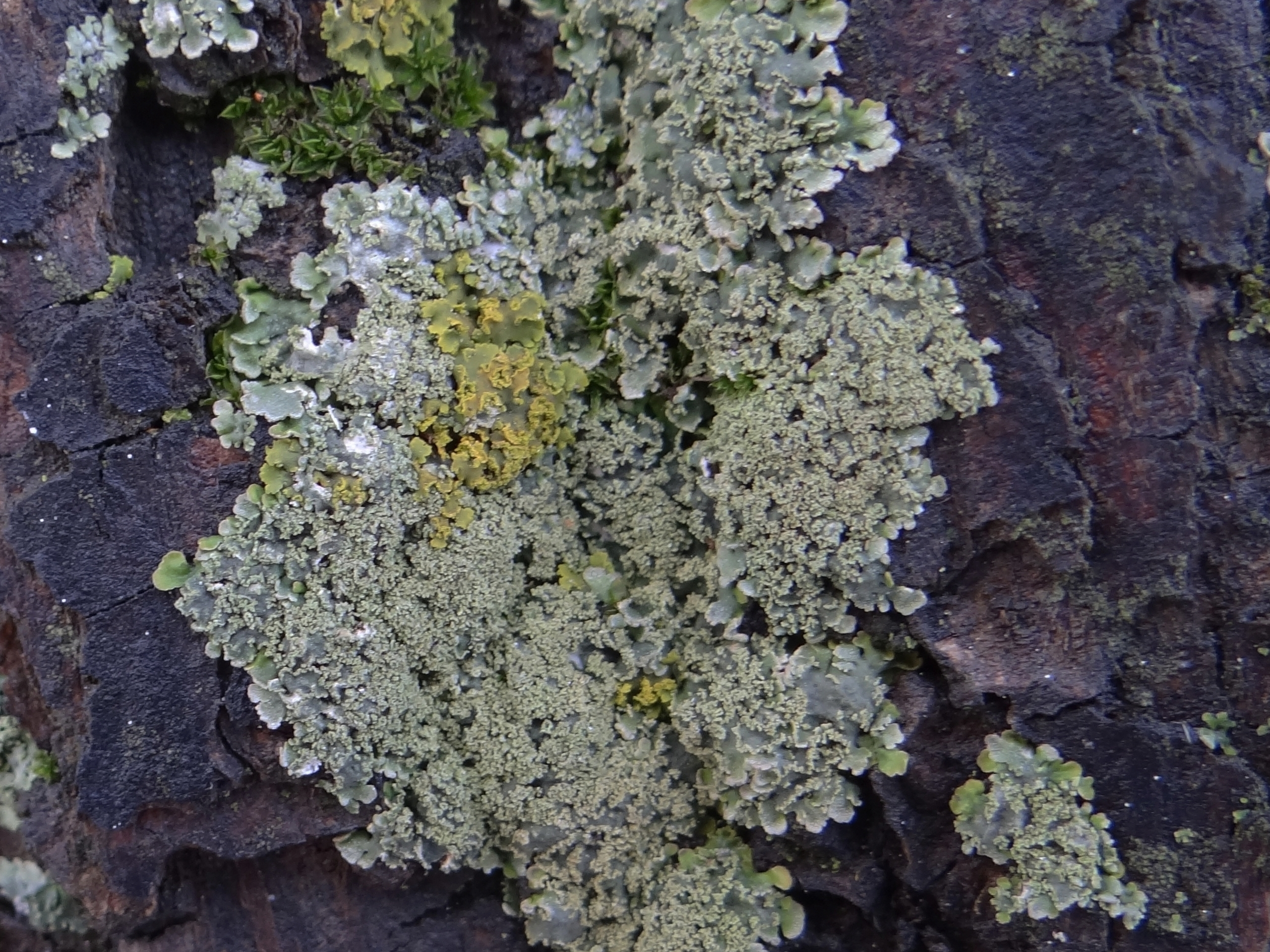
Pannaria conoplea
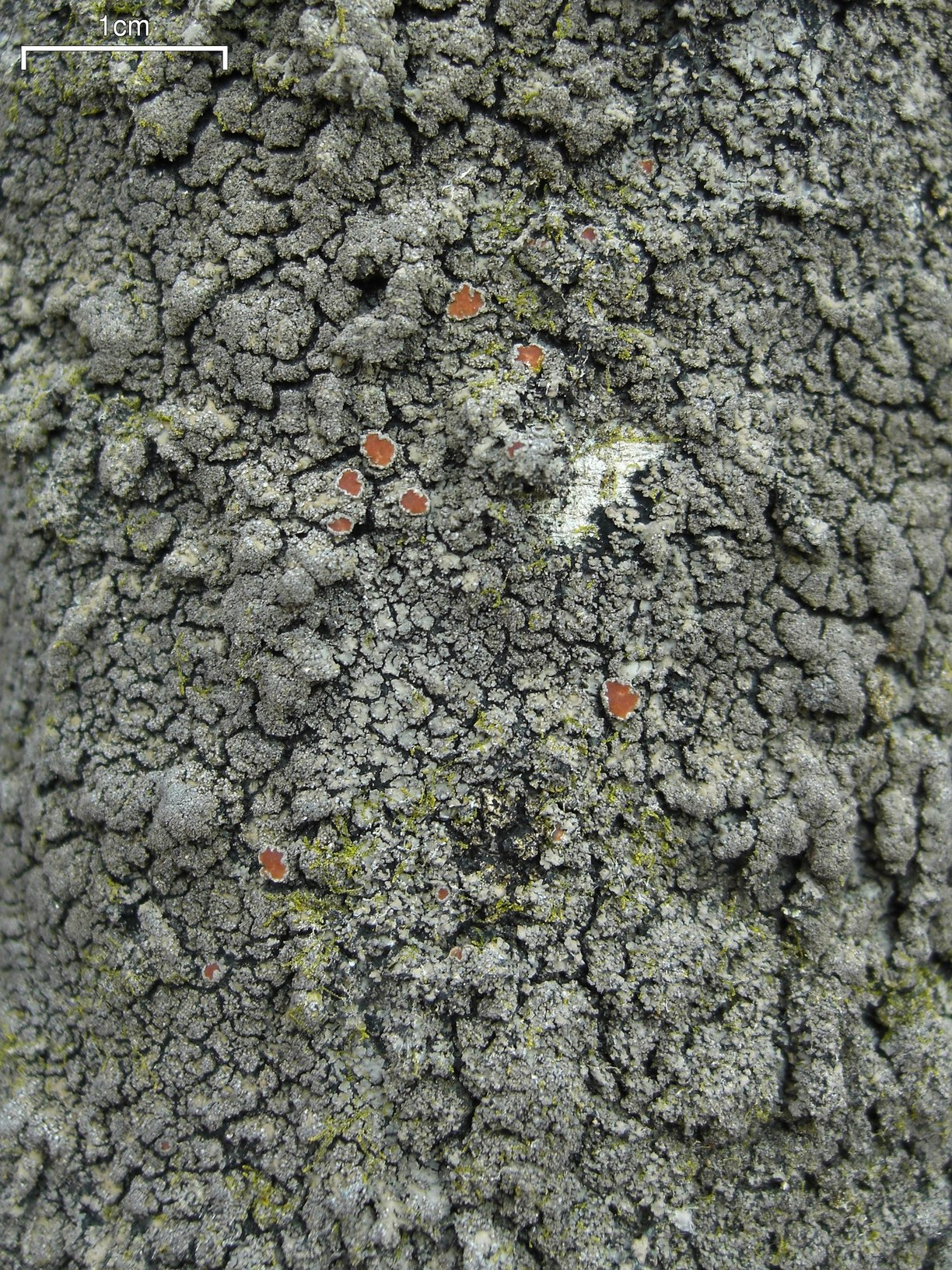
Parmeliella triptophylla
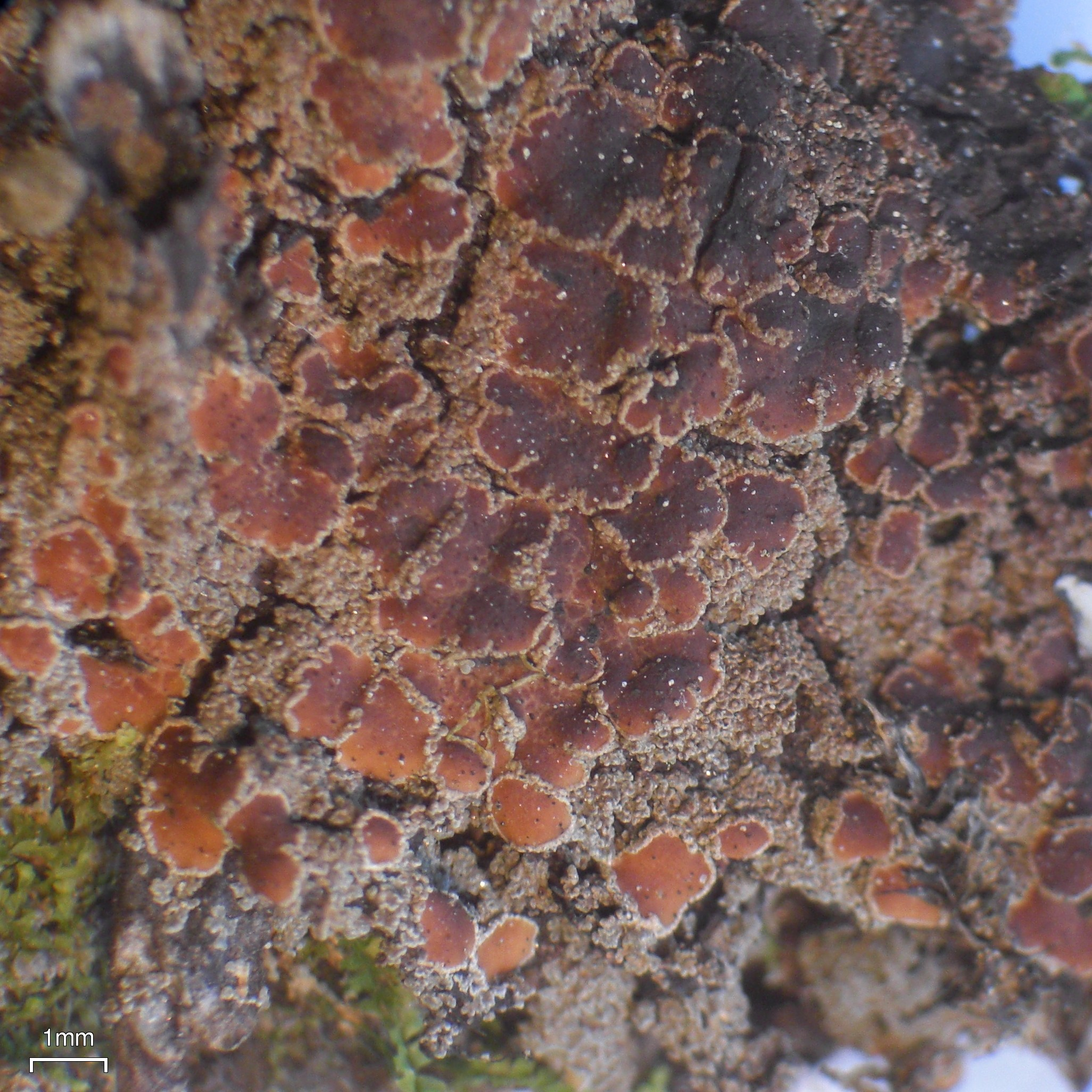
Protopannaria pezizoides
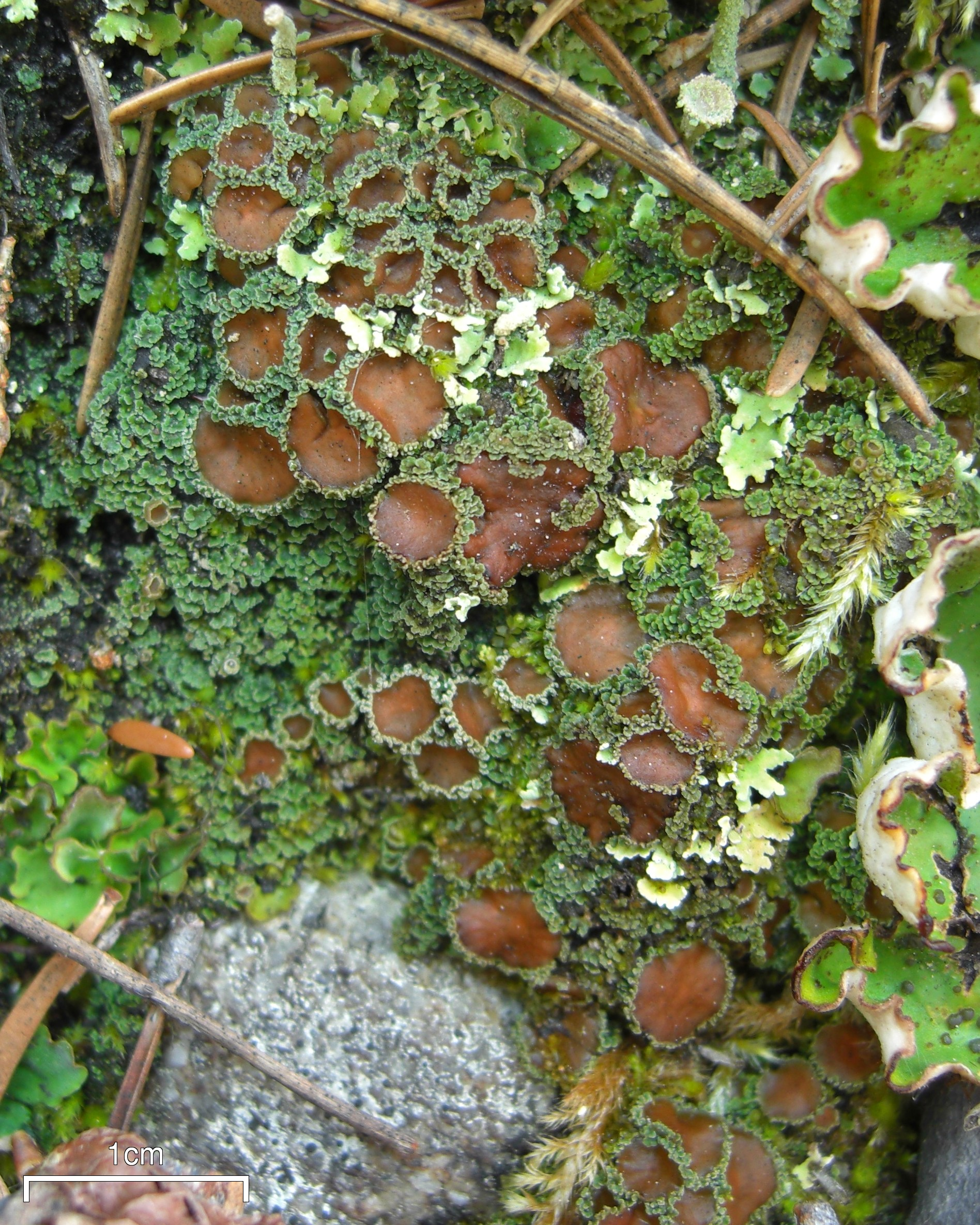
Psoroma hypnorum